# Dwight Clark
Dwight Edward Clark (* 8. Januar 1957 in Kinston, North Carolina; † 4. Juni 2018 in Whitefish, Montana) war ein US-amerikanischer American-Football-Spieler. Er spielte als Wide Receiver für die San Francisco 49ers in der National Football League (NFL).
Clark gewann mit den 49ers die Super Bowls XVI und XIX. Im NFC Championship Game vor Super Bowl XVI wurde Clark durch einen Spielzug – The Catch – landesweit bekannt, und die 49ers zogen in ihren ersten Super Bowl ein.

## Spielerlaufbahn

### College
Dwight Clark studierte von 1975 bis 1978 an der Clemson University, wo er bei den Clemson Tigers College Football spielte. Aufgrund einer Schulterverletzung konnte er seinem letzten Spieljahr nur wenig Aufmerksamkeit auf sich lenken, obwohl er in allen zehn Spielen seiner Mannschaft zum Einsatz kam. 1979 besuchte Bill Walsh, der neue Trainer der San Francisco 49ers, die Clemson University, da er dort einen Nachwuchs-Quarterback, Steve Fuller, beobachten wollte. Clark wohnte im selben Zimmer wie Steve Fuller und nahm den Telefonanruf von Walsh entgegen, da Fuller abwesend war. Walsh fragte, wer er sei und lud ihn ein beim Training mit Fuller die Bälle zu fangen, um einen besseren Eindruck von Fuller gewinnen zu können.

### NFL
Dwight Clark wurde 1979 von den 49ers in der zehnten Runde an 249. Stelle gedraftet. Die 49ers waren zur damaligen Zeit eine der schlechtesten Mannschaften in der NFL. Walsh wollte bei seiner Mannschaft die West Coast Offense einführen, mit welcher er schon als Collegetrainer erfolgreich war. Dieses Angriffssystem, welches auf schnellen, kurzen Pässen basierte, sollte zunächst in einem Spiel das Passspiel etablieren und nicht, wie in den 1970er Jahren noch üblich, das Laufspiel. 1979 verpflichteten die 49ers, im selben Jahr wie Clark, Quarterback Joe Montana, der ab 1980 die Rolle des Starting-Quarterback übernehmen sollte. In den nächsten Jahren kamen weitere spätere All-Star-Spieler wie Charles Haley, Jerry Rice oder Ronnie Lott hinzu. Das Team entwickelte sich zu einer Spitzenmannschaft.

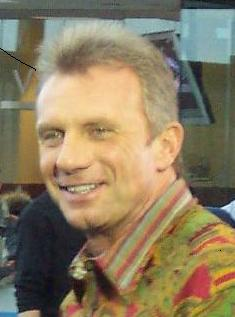
Joe Montana, ehemaliger Quarterback der San Francisco 49ers

Clark wurde in der Offense der Mannschaft aus San Francisco zu einer der wichtigsten Anspielstationen von Montana. Erstmals für landesweites Aufsehen sorgte Clark 1981 in den Play-offs. Die 49ers spielten im NFC Championship Game gegen die von Tom Landry trainierten Dallas Cowboys. Eine Minute vor Spielschluss lagen die 49ers mit 21:27 in Rückstand. Montana spielte einen zuvor einstudierten Pass in die Endzone der Cowboys, den Clark, der bereits in der ersten Halbzeit einen Touchdown erzielt hatte, mit einem akrobatischen Passfang festhalten konnten. Die 49ers gewannen mit 28:27 und zogen in den Super Bowl ein. Der Passfang von Clark ging als The Catch in die NFL-Geschichte ein.
Gegner im Super Bowl XVI waren die Cincinnati Bengals, die mit 26:21 geschlagen werden konnten. Nach der Saison 1984 konnte Clark seinen zweiten Super Bowl gewinnen. Im Super Bowl XIX konnte er durch Passfänge einen Raumgewinn von 77 Yards erzielen. Die 49ers gewannen das Spiel gegen die Miami Dolphins mit 38:16.
Nach der Saison 1987 beendete Clark seine Spielerlaufbahn. In der Saison 1982, welche durch einen Spielerstreik deutlich verkürzt war, konnte er mit 60 gefangenen Pässen eine NFL-Jahresbestleistung aufstellen. 1981 war sein statistisch bestes Jahr. Er fing Pässe für einen Raumgewinn von 1105 Yards.

## Funktionär
Unmittelbar nach seiner Spielerlaufbahn trat Clark in das Management der 49ers ein. Er wurde 1995 zum Vizepräsidenten dieser Organisation ernannt und blieb in dieser Funktion bis 1998 tätig. Als Funktionär der 49ers konnte er noch dreimal den Super Bowl gewinnen. 1998 wechselte Clark als Vizepräsident zu den Cleveland Browns. 2002 legte er sein Amt nieder. Clark war bis zu seinem Tod ein erfolgreicher Geschäftsmann. Er war zweimal verheiratet und hatte mit seiner ersten Ehefrau drei Kinder.
Clark war einst Freund der Miss Universe von 1980 bis 1982, Shawn Weatherly.

## Sonstiges
Clark wirkte als Hintergrundsänger auf dem Album Small World von Huey Lewis & the News mit.

## Ehrungen
Dwight Clark spielte zweimal im Pro Bowl, dem All-Star-Game der besten Spieler einer Saison. Er wurde zweimal zum All-Pro gewählt. Seine Rückennummer wird bei den 49ers nicht mehr vergeben. Er war Mitglied in der Clemson Hall of Fame., in der North Carolina Sports Hall of Fame und in der South Carolina Athletic Hall of Fame.

## Tod
Dwight Clark starb am 4. Juni 2018 an den Folgen seiner Erkrankung an Amyotropher Lateralsklerose.